# Música industrial
La música industrial (de l'anglès industrial music) és un tipus de música experimental generalment basat en temes transgressors i provocadors. El terme apareix a la meitat de la dècada de 1970 amb la fundació del segell musical Industrial Records per part del grup anglès Throbbing Gristle i el seu eslògan “industrial music for industrial people” (música industrial per a gent industrial). El lloc web Allmusic defineix aquest estil com la “fusió més abrasiva i agressiva de rock i música electrònica”; “inicialment una barreja d'experiments d'avantguarda electrònica (música feta amb cintes de cassette, musique concrète, white noise, sintetitzadors, seqüenciadors, etc.), juntament amb la provocació del punk.
Els primers artistes industrials experimentaven amb el soroll i temes estèticament controvertits, tant musicalment com per la seva imatge, com el feixisme, la fascinació amb els assassins en sèrie o l'ocultisme. La producció no es limitava al camp de la música sinó que també es refereix al mail art, performance i instal·lacions, entre altres formes artístiques. Entre els seus primers representants trobem Throbbing Gristle, SPK, Boyd Rice, Cabaret Voltaire, Z'EV o els barcelonins Macromassa. Els seus precursors més importants són el grup electrònic alemany Kraftwerk, grups de rock experimental com The Velvet Underground o Frank Zappa, la psicodèlia d'artistes com Jimi Hendrix, compositors de l'estil de John Cage, escriptors com William S. Burroughs i la filosofia de Friedrich Nietzsche.
Mentre que en un principi el terme “música industrial” només s'aplicava a un nombre força limitat de grups i persones relacionats amb Industrial Records, finalment va passar a incloure tots els artistes que mostraven influència d'aquest moviment o que tinguessin una estètica “industrial”. Tots aquests van expandir els preceptes inicials del gènere portant-lo a formes cada cop més properes al noise i la música electrònica. D'altres grups també van experimentar amb formes de folk, ambient i rock, donant peu al terme música postindustrial. Els subgèneres més coneguts d'aquesta nova tendència postindustrial són el rock industrial i el metal industrial, d'on provenen grups com Nine Inch Nails o Ministry, que varen assolir èxit comercial als anys 90, aconseguint discos de platí. La música electroindustrial és un gènere més recent. Normalment, però, tots aquests subgèneres es solen anomenar senzillament música industrial, més enllà del seu sentit original.

## Precursors
La música industrial s'inspira en elements molt diversos d'un nombre eclèctic de predecessors. Alexei Monroe considera que Kraftwerk varen ser especialment significatius en el desenvolupament d'aquest gènere, ja que foren "els primers artistes d'èxit que incorporaren la representació de sons industrials en la música electrònica no acadèmica". La música industrial originalment feia servir elements mecànics i elèctrics mentre que més endavant s'hi incorporaren sintetitzadors, samplejadors i percussió electrònica, un cop la tecnologia existent ho permeté. Monroe també indica que el grup Suicide va ser un altre dels contemporanis més influents en la música industrial. D'altres grups que serien considerats precursors de la música industrial inclouen The Velvet Underground, Joy Division i Martin Denny. Genesis P-Orridge de Throbbing Gristle tenia una col·lecció de cassettes que contenia àlbums de The Master Musicians of Jajouka, Kraftwerk, Charles Manson i William S. Burroughs. P-Orridge també declara en una entrevista de 1979 que alguns grups de rock de la dècada de 1960 com The Doors, Pearls Before Swine, The Fugs, Captain Beefheart i Franz Zappa varen ser algunes de les inspiracions de la seva música.
Chris Carter considera Pink Floyd i Tangerine Dream dos dels grups que l'inspiraren. Boyd Rice assenyala la influència de Lesley Gore i ABBA Z'EV cita Christopher Tree, John Coltrane, Miles Davis, Tim Buckley, Jimi Hendrix i Captain Beefheart, juntament amb música tibetana, balinesa, javanesa, índia i africana. Cabaret Voltaire inclouen Roxy Music i l'àlbum de Kraftwerk Trans-Europe Express. Cabaret Voltaire han realitzat peces inspirades en la música concreta i compositors en la línia de Morton Subotnick. Nurse with Wound mencionen una llarga llista d'artistes poc coneguts d'improvisació lliure i krautrock entre les seves recomanacions. 23 Skidoo varen extreure elements de la música de Fela Kuti i l'àlbum On the Corner de Miles Davis. Bona part dels grups industrials originals, incloent-hi Einstürzende Neubauten, s'inspiraren en elements de la World Music.
Alguns dels primers músics industrials prefereixen mencionar inspiració extreta d'artistes i pensadors. Reynolds declara que a l'època "ser un fan de Throbbing Gristle era com entrar en un curs universitari d'extremisme cultural". John Cage va ser una de les primeres inspiracions de Throbbing Gristle. SPK mencionen Jean Dubuffet, Marcel Duchamp, Jean Baudrillard, Michel Foucault, Walter Benjamin, Marshall McLuhan, Friedrich Nietzsche i Gilles Deleuze. Cabaret Voltaire agafaren material conceptual de Burroughs, J.G. Ballard i Tristan Tzara. Whitehouse i Nurse with Wound dediquen part de la seva obra al Marqués de Sade i el Comte de Lautréamont. L'àlbum Metal Machine Music de Lou Reed també fou una influència important. Pitchfork Music el responsabilitzen "d'influir en part molta música d'avantguarda contemporània, en el noise en particular." Metal Machine Music consisteix completament en efectes d'acoblament, anticipant-se a l'ús de sons no musicals en els grups industrials.

## Industrial Records
Industrial Music for Industrial People va ser una idea de Monte Cazazza com l'eslògan del segell Industrial Records, fundat per Throbbing Gristle. La primera onada del gènere va aparèixer amb aquest grup londinenc, Cabaret Voltaire de Sheffield, Boyd Rice (sota el nom NON) dels Estats Units. El primer concert de Throbbing Gristle va ser el 1976, i van aparèixer com els successors del grup de Hull anomenat COUM Transmissions, en principi un grup psicodèlic que s'havia començat a passar al camp de la performance per tal d'obtenir beques de l'Arts Council of Great Britain. Els seus membres originals eren Genesis P-Orridge i Cosey Fanni Tutti. A partir de 1972, COUM van realitzar diverses performances inspirades pels artistes fluxus i de l'accionisme vienès. Entre d'altres, actes abjectes físics i sexuals. Peter Christopherson, empleat dels artistes comercials Hipgnosis, s'hi va unir el 1974, mentre que Chris Carter hi va entrar el 1975.
Es van canviar el nom a Throbbing Gristle el setembre de 1975. Al nord d'Anglaterra és un terme vulgar per indicar una erecció. La primera aparició pública del grup, l'octubre de 1976, va ser juntament amb una exposició anomenada Prostitution, incloent-hi fotos pornogràfiques de Tutti i tampons usats. El polític del partit conservador Nicholas Fairbairn va declarar que s'estava “gastant diners públics per destruir la moral de la nostra societat”, i va atacar el grup anomenant-los “esgarradors de la civilització”. El grup va desaparèixer el 1981, quan P-Orridge declarà “la missió s'ha acabat”, si bé van fer reaparició sota noves formes, com el grup Psychic TV.